# Calliodis
Calliodis is een geslacht van wantsen uit de familie bloemwantsen (Anthocoridae). Het geslacht werd voor het eerst wetenschappelijk beschreven door Odo Reuter in 1871.

## Soorten
Het genus bevat de volgende soorten:

- Calliodis bifasciatus (Champion, 1900)
- Calliodis clarus (Buchanan-White, 1879)
- Calliodis coloratus (Poppius, 1909)
- Calliodis crawfordi (Poppius, 1909)
- Calliodis curvicrus (Reuter, 1884)
- Calliodis maculipennis (Reuter, 1884)
- Calliodis nebulosus (Uhler, 1894)
- Calliodis pallescens (Reuter, 1884)
- Calliodis picturata Reuter, 1871
- Calliodis pictus (Uhler, 1894)
- Calliodis punctatostriatus (Reuter, 1884)
- Calliodis semipicta (Blatchley, 1926)
- Calliodis signatus (Poppius, 1909)
- Calliodis temnostethoides (Reuter, 1884)